# Catarina (Ceará)
Catarina is een gemeente in de Braziliaanse deelstaat Ceará. De gemeente telt 18.010 inwoners (schatting 2009).
De gemeente grenst aan Mombaça, Saboeiro, Acopiara en Arneiroz.